# Abdallah ben Wanudin El Hintati
 (avril 2025).
Motif : Absence de sources secondaires centrées
- Archive Wikiwix
- Bing
- Cairn
- DuckDuckGo
- E. Universalis
- Gallica
- Google
- G. Books
- G. News
- G. Scholar
- Persée
- Qwant
- (zh) Baidu
- (ru) Yandex
- (wd) trouver des œuvres sur Wikidata

| 1. | Préciser le motif de la pose du bandeau. | Précisez le motif de la pose du bandeau en utilisant la syntaxe suivante : {{admissibilité à vérifier\|date=avril 2025\|motif=remplacez ce texte par le motif}}                                      |
| 2. | Informer les utilisateurs concernés.     | Pensez à avertir le créateur de l'article, par exemple, en insérant le code ci-dessous sur sa page de discussion : {{subst:avertissement admissibilité à vérifier\|Abdallah ben Wanudin El Hintati}} |

Abdallah ben Wanudin El Hintati est un cheikh almohade originaire de la tribu Hintata du Haut Atlas marocain. Il est nommé gouverneur du Gharb et des Ghomaras en 1238, par le calife almohade Abd al-Wahid ar-Rachid, pour mettre fin à l'agitation des Riyāh et Mérinides. En effet, ces derniers ont fait irruption pour la première fois par la trouée de Taza dans la région de Fès en 1213.
Abdallah ben Wanudin tente de jouer la division entre les deux principales branches mérinides. Il s'allie aux Beni Asker contre les Beni Hammama. Vers 1239-1240, lors d'une bataille décisive, les Beni Asker font finalement défection abandonnant Abdallah, tandis que son armée d'Almohades, Riyāh, et mercenaires chrétiens est écrasée par les Beni Hammama mérinides. Outre cette défaite, Abdallah ben Wanudin suscite également le mécontentement des populations locales par ses exigences fiscales chez les Ghomaras, et dans les villes de Meknès et Fès. Abdallah ben Wanudin abandonne finalement son poste, et part se réfugier dans sa tribu, les Hintata du Haut Atlas marocain.